# Kasteel Saaleck
Kasteel Saaleck is een kasteel bij de Duitse plaats Saaleck in Bad Kösen, Saksen-Anhalt. Het is rond het jaar 1050 gebouwd op een heuvel van waaruit de vallei van de Saale gecontroleerd kon worden.
De 23 meter hoge ruïne bevindt zich 172 meter boven zeeniveau.
De moordenaars van Walther Rathenau hielden zich in 1922 schuil in het kasteel.

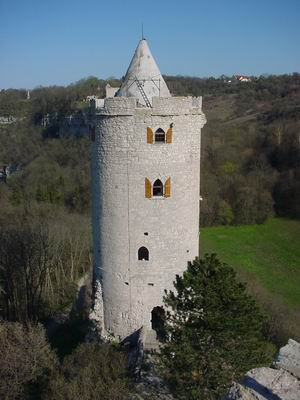
Kasteeltoren
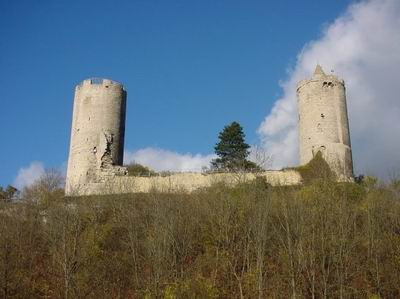
Het kasteel van onderaf bezien
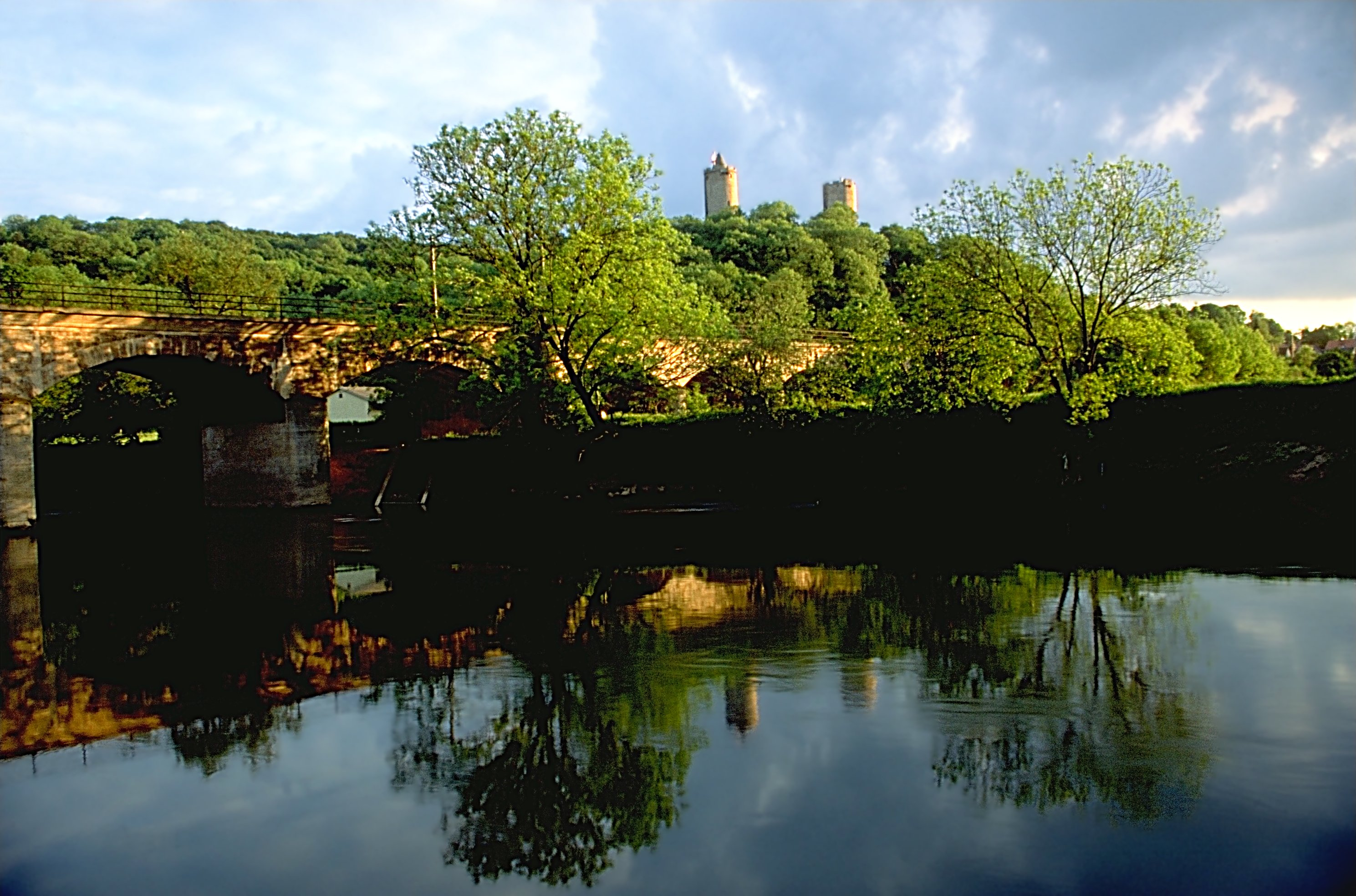
Het kasteel in de verte